# Virgin's high!/kicks!
«Virgin's high!/kicks!» es el tercer sencillo de MELL bajo el sello Geneon Entertainment. "Virgin's high!" fue utilizada como opening de la serie de anime Sky Girls. El sencillo alcanzó la posición decimoquinta en la lista Oricon y vendió cerca de quince mil copias. Este es el primer sencillo en el cual Kazuya Takase, productor principal de I've Sound, solo compone una de las canciones en un sencillo de MELL.

## Canciones
1. «virgin's high!» -- 4:21
Composición: Maiko Iuchi
Arreglos: Maiko Iuchi
Letra: Mell
2. «kicks!» -- 3:48
Composición: Kazuya Takase
Arreglos: Kazuya Takase
Letra: Mell
3. «Virgin's high!» (instrumental) -- 4:21
4. «kicks!» (instrumental) -- 3:46